# Moviment mitjà diari
A astronomia el moviment mitjà diari que es representa amb la lletra, n, és la velocitat angular d'un astre en una òrbita el·líptica, mesurat en graus per dia. Es determina amb la fórmula:
n = 2 × π/P
on P és el període en dies solars mitjans in és a radians per dia. També n = 360°/ P i llavors n s'expressa en graus per dia.
Per la tercera llei de Kepler:
P = 2 × π × a3/2/(G × (M+m))1/2
on G és la Constant de gravitació universal, el valor és 6,67 × 10-11en el sistema d'unitats MKS; M és la massa de l'objecte al voltant del qual orbita l'astre de massa m; a és el semieix major de l'òrbita el·líptica.
Per planetes del sistema solar podem utilitzar unes unitats especials i que són el temps en anys, el semieix major en ua i les masses dels cossos en masses solars. En aquest sistema i per als planetes, si fem l'aproximació que la massa de l'objecte que orbita és menyspreable en comparació amb la del Sol (M = 1) es compleix:
P = a3/2
En comptes de P en anys, el podem expressar en dies si multiplicant per P 0= 365,2422 que és la durada de l'any a la Terra.
P = P 0 × a3/2
de manera que el moviment mitjà de qualsevol planeta, estel o asteroide val:
n = k/ a3/2
on k és la constant de Gauss, o el moviment mitjà diari de la Terra el valor és 0,01720209895 radians/dia o 0,9856076686 graus/dia;
El moviment mitjà d'un planeta és el mateix que tindria un planeta fictici que girés amb velocitat angular uniforme per una òrbita circular i amb un radi igual al semieix major de l'el·lipse.

## Exemple
El cometa Halley (1P/= 1986 U1) té un semieix major:
a = 17,94163127 ua (època 1986.02.19)
Per tant, el seu moviment mitjà diari és:
N = 0,9856076686/17,941631273/2= 0,0129614 °/dia = 2,263541968-04rad./dia
El període de revolució és igual a 27758,2010709 dies.